# Нововладимировка (Каховский район)
Нововладимировка (укр. Нововолодимирівка) — село в Присивашской сельской общине Каховского района Херсонской области Украины. В 2022 году, во время вторжения России на Украину, село было захвачено. На данный момент находится под оккупацией ВС РФ.
Население по переписи 2001 года составляло 161 человек.
Почтовый индекс — 75241. Телефонный код — 5538. Код КОАТУУ — 6525483002.

## Местный совет
75241, Херсонская обл., Каховский р-н, с. Павловка, ул. Ленина, 1